# Hopea aptera
Hopea aptera là loài thực vật họ Dầu. Đây là loài đặc hữu của Papua New Guinea.